# 가브리엘 보리치
가브리엘 보리치 폰트(스페인어: Gabriel Boric Font, 스페인어 발음: [ɡaˈβɾjel ˈβoɾitʃ], 1986년 2월 11일~)는 칠레의 제43대 대통령이다. 2021년 칠레 대통령 선거에서 극우 성향 대선 후보 호세 안토니오 카스트를 꺾고 칠레 대통령에 당선되었으며, 세바스티안 피녜라의 뒤를 이어 2022년 3월 11일에 칠레 대통령으로 취임하였다.
보리치는 칠레 역사상 최연소 대통령, 세계에서 두 번째로 어린 국가 지도자, 칠레 역사상 가장 많은 표를 얻은 대통령이되었다.

## 역대 선거 결과
| 선거명      | 직책명                                                 | 대수 | 정당       | 1차 득표율 | 1차 득표수  | 2차 득표율 | 2차 득표수  | 결과 | 당락                |
| ----------- | ------------------------------------------------------ | ---- | ---------- | ---------- | ----------- | ---------- | ----------- | ---- | ------------------- |
| 2013년 선거 | 하원의원 (마가야네스이데라안타르티카칠레나 제60선거구) | 53대 | 무소속     | 26.18%     | 15,417표    |            |             | 1위  | 칠레 의회 의원 당선 |
| 2017년 선거 | 하원의원 (마가야네스이데라안타르티카칠레나 제28선거구) | 54대 | 광역 전선  | 32.82%     | 18,626표    |            |             | 1위  | 칠레 의회 의원 당선 |
| 2021년 선거 | 칠레의 대통령                                          | 43대 | 사회융합당 | 25.82%     | 1,815,024표 | 55.87%     | 4,620,890표 | 1위  | 칠레 대통령 당선    |